# 摇滚
摇滚（英語：Rock and roll ／ Rock 'n' roll ／ Rock & roll，有时为了区别于现代摇滚乐，可称为早期摇滚乐）是一种音乐类型，起源于1940年代末期的美国，1950年代早期开始流行，迅速风靡全球。摇滚乐结合了当时流行的非裔美国人蓝调、乡村音乐、爵士乐、以及福音音乐。虽然一些20年代的蓝调和30年代的爵士乐已经具有摇滚元素，摇滚乐直到50年代才定型成一种独立音樂流派。
人们日常使用的“摇滚乐”这个词有两个不同的意思，两种用法都是正确的。《美国传统英语字典》和《韦氏词典》都把“摇滚乐”定义为从50年代流行至今的，带有摇滚风格的乐曲统称（包含后来出现的龐克摇滚、另类摇滚等）。《大英百科全书》则把“摇滚乐”定义为狭义的、流行于五六十年代的音乐风格；这种音乐后来发展成更兼容并包、更国际化的摇滚音乐（rock music）。本条目介紹“摇滚乐”的第二种解释。
最早的摇滚乐常把钢琴和萨克斯管作为主要乐器，50年代中后期，吉他逐渐取代了前者。摇滚乐的节奏与同时代的蓝调相仿，用小鼓强调每小节第二拍和第四拍（backbeat）。经典摇滚乐一般使用两把电吉他（一把主音吉他、一把節奏吉他）、一把低音提琴或低音吉他（50年代中期以后使用电贝斯）和一套爵士鼓。
摇滚乐以其灵活大胆的表现形式和富有激情的音乐节奏表达情感，受到了全世界年轻人的喜爱。在1960年代，摇滚乐开始广泛流行起来。乐曲在全世界传唱，常给乐手带来巨大的社会影响力。摇滚乐的力量已经远远超出了一种音乐形式，它影响了一代人的生活方式、时尚品味、处世态度，甚至语言。由摇滚乐发展出的其它音乐流派，通常不具有摇滚乐标志性的反拍（backbeat）节奏。

## 起源

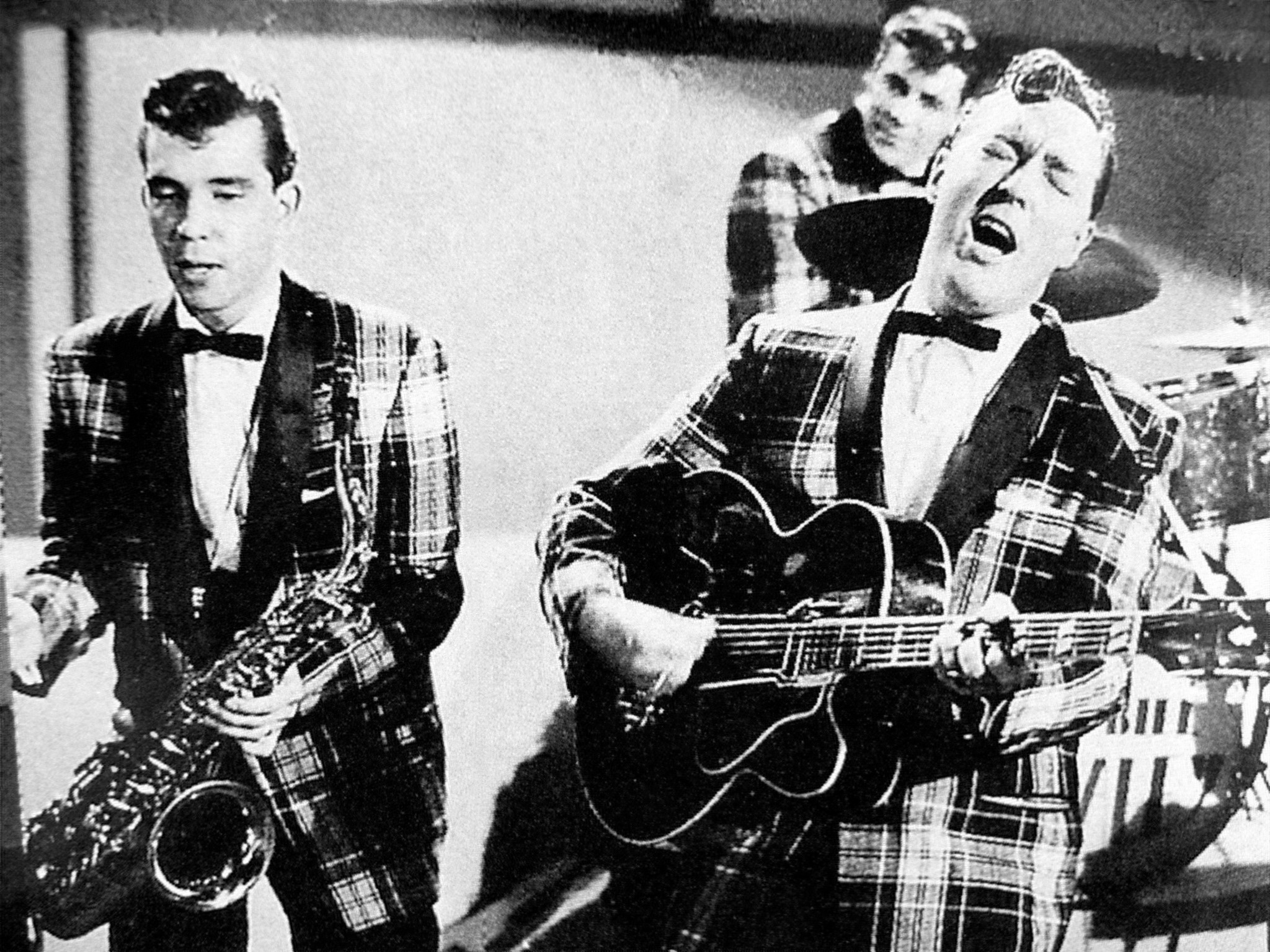
1955年，最早的摇滚乐手之一“比尔海利与彗星合唱团”在电视上演唱《圍著時鐘搖吧》

摇滚乐的起源是评论家和音乐历史学家争论的焦点之一。人们普遍认同，摇滚乐起源于美国南部。最早被贩卖到此的黑人学习了欧洲文化，把黑人音乐风格和欧洲乐器结合起来，孕育了大多数早期摇滚乐手。节奏藍調对摇滚乐有最直接的影响，这种流派最早被贬称为“种族音乐”，很少被主流白种人听到，这一名词战后很少再被提及。摇滚乐也吸收了爵士乐、蓝调、福音音乐、乡村音乐和民歌。评论家们对哪种音乐的影响力最大存有争议，也有人认为“摇滚乐”这个说法只是把节奏布鲁斯包装贩卖给白人市场，或者是黑白音乐形式的混合作品。
南方黑人奴隶在解放以后移民到大城市如孟菲斯、纽约市北部、底特律、芝加哥、克利夫兰、水牛城，使黑人和白人前所未有地聚居在一起。这些人听到彼此的音乐，并模仿学习。广播的出现让人们在看不见演出者肤色的情况下欣赏音乐，同时黑胶唱片被发明出来并迅速流行，进一步促进了音乐文化碰撞。随着黑人音乐流行，一些白人乐手也开始演奏爵士乐和摇摆乐，这是摇滚乐产生的基础。
20世纪30年代，爵士乐占据了美国大都市的舞厅，而摇摆乐和与之对应的摇摆舞在美国乡村非常流行。这是最早被主流白人接纳的黑人音乐。40年代，这一类乐队越来越喜欢使用高音号（包括萨克斯管）、说唱歌词以及布基伍基节奏（极快的爵士乐炫技演奏）。二战期间，由于缺乏物资、观众和乐手，传统的大爵士乐队难以为继，纷纷改成几个人上台的小乐队，仅留必要的吉他手、贝斯手和鼓手。

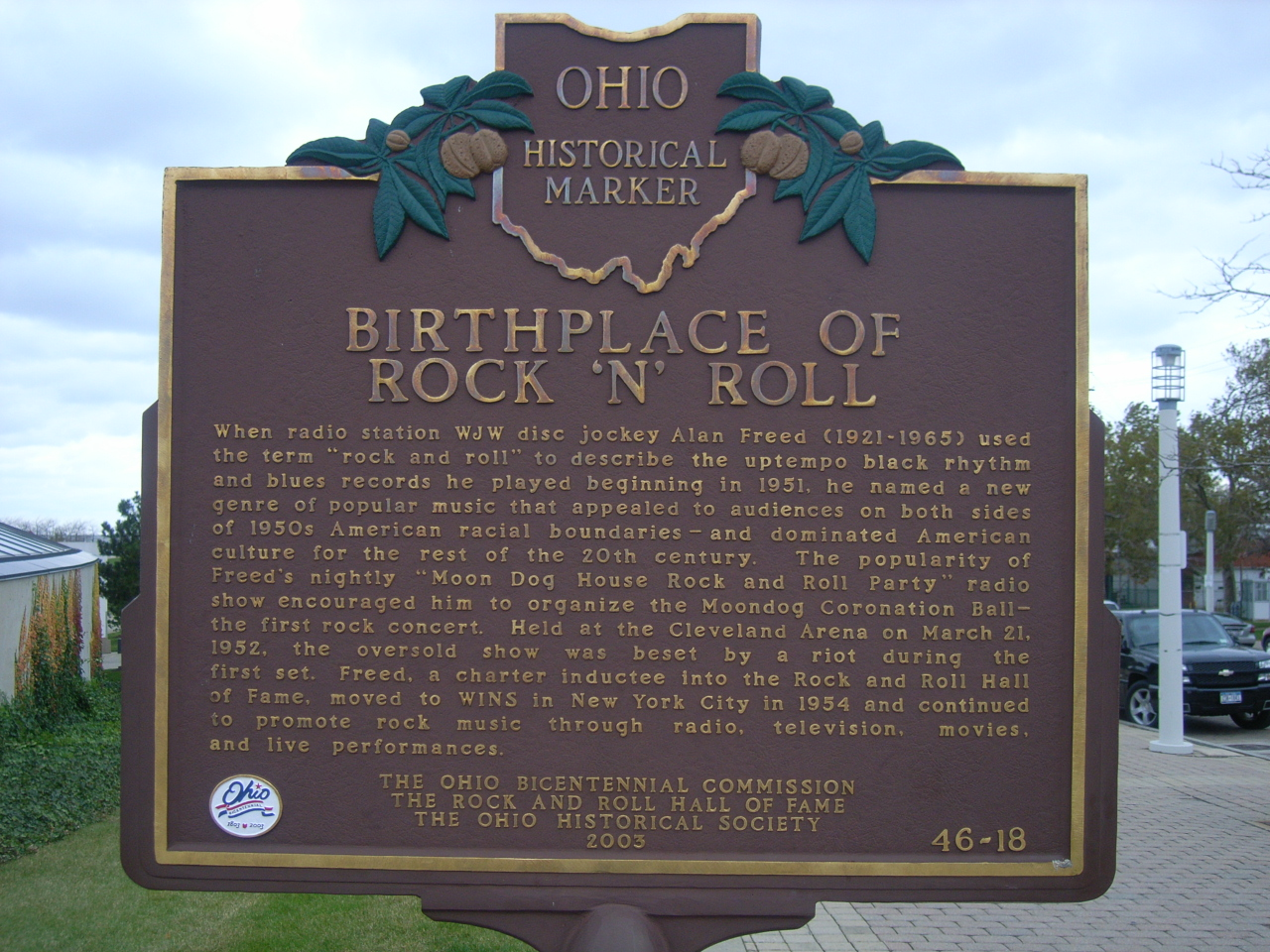
把俄亥俄州的克利夫兰作为摇滚诞生地的铭牌，特别提到DJ“月亮狗”的贡献

40年代，电吉他、麦克风、黑胶唱片和放大器都已经被发明出来，摇滚乐随之诞生。当时的音乐工业也在变化，大西洋唱片等专门服务小众的独立公司成立，还有同一类型的独立电台专门推广它们的音乐。越来越多相对富裕的白人青少年迷上了这种音乐，这也促进了“摇滚乐”发展成声势宏大的独立流派。
“摇滚”这个词原本用来描述船只在大海上的动态。20世纪早期，这个词既可以用来形容黑人教会的崇拜热潮，也用来暗指性行为。早在“摇滚”这个词广为流传以前，已经有数个福音音乐、布鲁斯和摇摆乐唱片使用了这个词汇。40年代，这个词用来专指面向黑人市场的节奏布鲁斯。1942年，告示牌 (杂志)的专栏作家开始把一些快节奏的歌称为“摇滚”。1951年，克利夫兰的广播DJ“月亮狗”开始大量播放这一类音乐，并坚持把它们称为“摇滚”，使这个词得以走红。1952年3月21日，“月亮狗”在克利夫兰组织了第一场摇滚音乐会，名为“月亮狗加冕舞会”。当天混合了各色人种的观众和表演者，数以千计的场外乐迷试图闯入场内，使音乐会在接近骚乱的最后一曲中结束。
由于摇滚的崛起是一场循序渐进的演化，很难说哪一张唱片是“第一张”摇滚专辑。

## 早期美国摇滚乐（1953-1963）

### 乡村摇滚

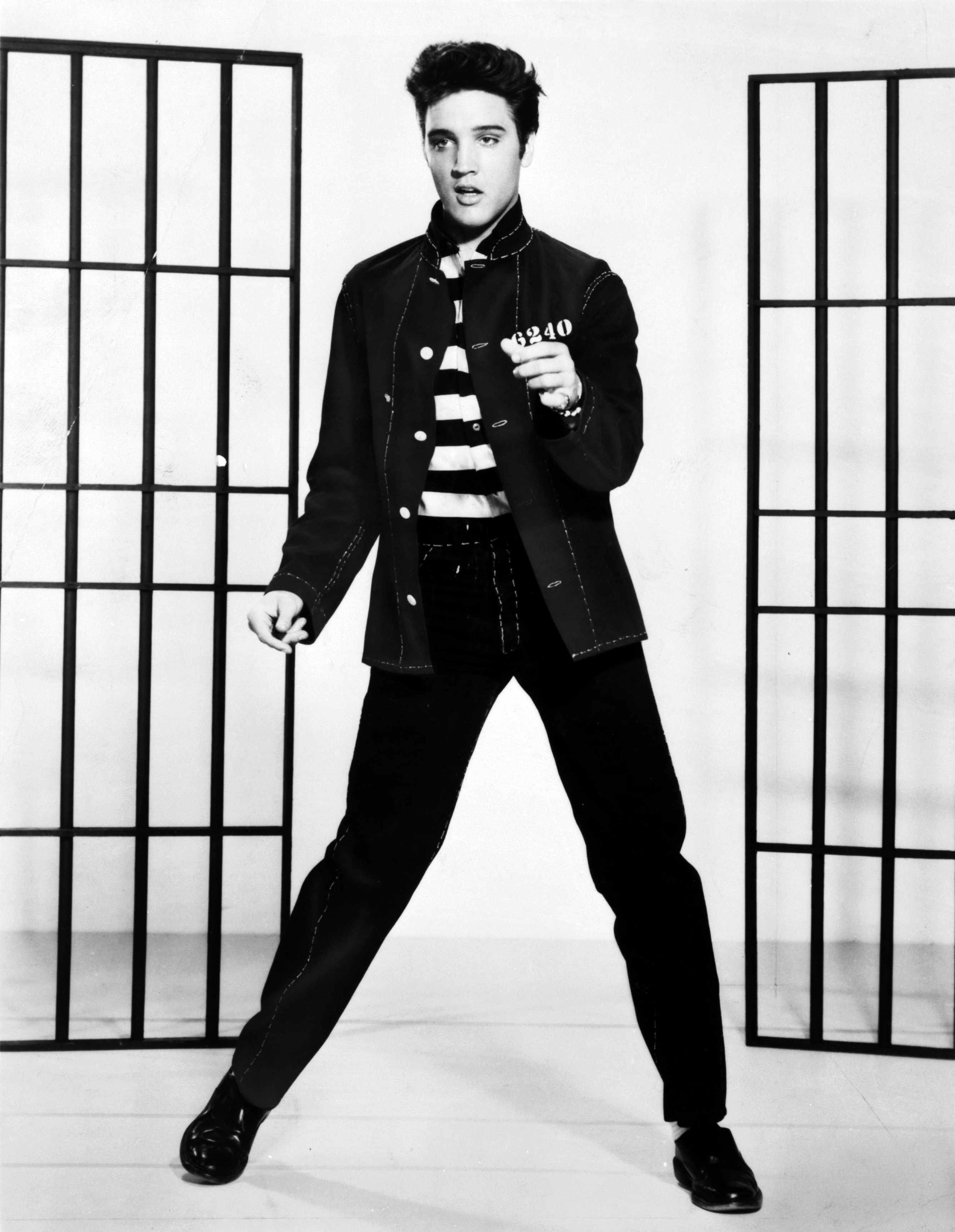
1957年，埃尔维斯·普雷斯利为新作《监狱摇滚》拍的宣传照

“乡村摇滚”通常指（但不是专指）20世纪50年代中期，由白人音乐家表演并录制的摇滚乐。主要代表人物有埃尔维斯·普雷斯利、卡尔·帕金斯、杰瑞·李·劉易斯。他们的作品比较偏重于摇滚乐对乡村音乐的传承。同一时代的黑人音乐家，其摇滚乐往往带有节奏布鲁斯风格，不归于“乡村摇滚”这一类。
1954年埃尔维斯·普雷斯利（猫王）在田纳西州孟菲斯市的太阳工作室录制了一首小有名气的单曲《没事了，妈妈》（That's All Right, Mama）。普雷斯利演奏了一种糅合了乡村音乐和布鲁斯音乐风格的新音乐形式，后被称为乡村摇滚，它以呃逆式的唱腔、迅速有力的鼓点和近乎痉挛的吉他风格而闻名。他由此开始成为了第一个摇滚音乐巨星。第二年，描述青少年叛逆的电影《黑板森林》使用比尔海利与彗星合唱团的《圍著時鐘搖吧》（英語：Rock Around the Clock）当主题曲，开启了摇滚机车的隆隆轰鸣。《圍著時鐘搖吧》是历史上最轰动的摇滚歌曲之一，年轻人疯狂地追随“比尔海利与彗星合唱团”，在某些地方引起骚乱。可以说，是《圍著時鐘搖吧》把摇滚乐介绍给世界。
1956年，更多乡村摇滚歌曲在社会上传唱，其中有约翰尼·卡什的《佛森监狱蓝调》、卡尔·帕金斯的《藍色麂皮鞋》、埃尔维斯的《伤心旅馆》。在接下来的数年里，乡村摇滚成为商业上最成功的摇滚风格。后期的乡村摇滚，特别是创作型歌手巴迪·霍利的作品，深深影响了以披头士乐队为首的英伦入侵时代音乐，并由此影响了至今的流行音乐。

### 嘟·喔普
嘟·喔普是50年代最流行的音乐形式之一。它强调多声部合音和无意义的配音唱词。由于配音声部常使用“嘟”、“吧”等唱词，因而得名。

### 作品翻唱
很多早期的白人摇滚名作都是翻唱或借鉴已有的黑人节奏布鲁斯歌曲。从40年代末到50年代初，节奏布鲁斯发展出了更强烈的节奏和更狂野的风格，以适合当时流行的大众舞蹈。虽然此时黑人音乐仍然被许多白人经营的电台所忌讳，但音乐家和制作人们很快发现了摇滚乐的潜力，并且竞相投资白人对黑人音乐的翻唱活动。大多数猫王普雷斯利早期的成名作都是翻唱自黑人节奏布鲁斯，包括《没事了，妈妈》(That's All Right, Mama)、《肯塔基的蓝月亮》(Blue Moon of Kentucky)等。
翻唱是当时的唱片工业的习惯做法，美国版权法中的强制许可法令让这一行为变得更加容易（现在也是如此）。最常见的形式是把黑人节奏布鲁斯翻唱成白人流行音乐。消费力更强的白人听众更容易被自己熟悉的曲调打动，因此被“主流化”的布鲁斯音乐销量更好。这里面也许有种族偏见的因素，不过白人市场有更成熟的分销网络，在各方面都占有优势。
黑人音乐家被翻唱以后，也并不总是一无所得。最有名的例子是，白人歌手帕特·布恩把黑人小理查的歌曲《长个子萨利》翻唱成更大众的版本。不久，这首翻唱歌流行起来，小理查德的原版也获得了宝贵的电台播放机会。为此，小理查德曾经在自己的听众面前把帕特·布恩称为“使我成为百万富翁的人”。

## 衰退

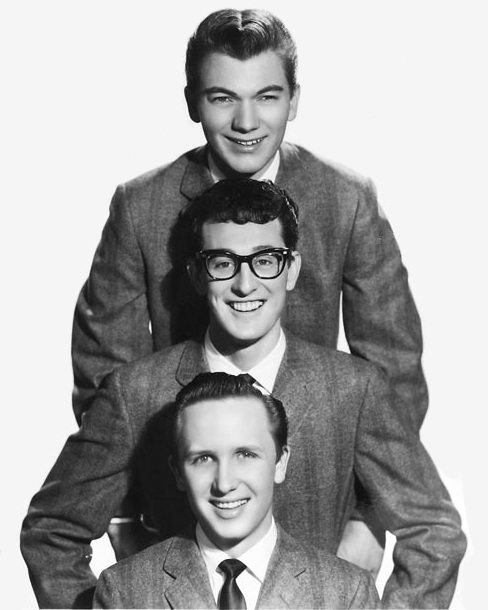
巴迪·霍利和“蟋蟀乐队”

评论界普遍认为，50年代末到60年代初，第一波摇滚乐开始退潮。到1959年为止，猫王入伍，小理查转行当牧师，杰瑞·李·劉易斯和查克·贝里入狱，又爆发了唱片公司贿赂电台的丑闻。1959年2月3日，巴迪·霍利、里奇·瓦倫斯和“大波普”死于同一场空难，当天被称为“音乐死去的那一天”。这一切给世人摇滚乐灭亡的印象。这时的摇滚乐被指有“女性化”倾向，歌曲排行榜充斥着爱情民谣，全都以女性听众为主打市场。这与摇滚乐的叛逆精神背道而驰。
不过也有历史学家认为，这一时期的音乐仍然有些成就，比如出现了多轨道录音，出现了电声的尝试。车库摇滚和冲浪音乐也在这一时期产生。年轻人中还自发形成了一种全民参与的舞蹈——扭摆舞。

## 英国摇滚
50年代，英国基本上全盘接受来自美国的摇滚乐文化。两国没有语言鸿沟，美国又在战争期间驻军英国，这使得英美两国在同一时期产生了青少年次文化。英国的爵士乐深受美国影响，布鲁斯和布基伍基风格在英国结合成“传统爵士乐”（Trad Jazz），在社会上风行一时。发源于美国民歌、门槛比较低“噪音爵士乐”在50年代的英国非常流行，很多后来的摇滚乐、民乐、节奏音乐以及节奏布鲁斯音乐家最初是在这种业余乐队里发现自己的潜力。同时，英国观众从电影中接触到美国的摇滚乐文化，《圍著時鐘搖吧》这首歌随着电影流传到英国，在进入美国流行音乐排行榜之前4个月，就被英国观众捧上了自己的排行榜。其他美国摇滚名人，包括猫王、小查理和巴迪·霍利，都是英国榜单上的常客。
面对这场音乐风暴，英国业界最初的反应是——照抄。制作公司找来一些临时乐手，给偶像歌手伴奏翻唱流行的美国歌。尽管英国很快出现了本土草根摇滚乐队，美国音乐仍然主导着这块市场。1958年，英国终于产生了真正的摇滚乐，克里夫·理查德带着一首《Move it》走上排行榜第二名。同时也有一些摇滚乐手通过电视剧走红。克里夫·理查德和他的乐队“影子”是这一时代最成功的英国摇滚乐队。
60年代初期，当摇滚乐在美国走向衰退的时候，萌发于英国市区的小乐团终于找到自己的机会。利物浦、曼彻斯特、伯明翰和伦敦等大城市成为这些乐队的聚集地。此时，当年的玩“噪音爵士乐”的年轻人纷纷转投“节拍音乐”。其中有个叫“四人组”的小团体，即是后来的披头士乐队。披头士和很多其他类似的乐队带动起摇滚乐复兴，约在1963年在英国闯出名气，1964年起进入美国市场，被称为英伦入侵。紧随在披头士之后的乐队有动物合唱团、奇想乐团、谁人（The Who）等世界熟知的名字。这些风格各异的乐队又发展出不同的摇滚流派，此时经典摇滚才退出流行。
摇滚乐的影响远远超出了一种音乐形式，它深深影响一代人的生活方式和处事态度。这是美国黑人和白人首次有文化共同语言，在某种程度上，摇滚乐推动了民权运动。
早期的摇滚歌曲多是关于汽车、学校、约会和衣着。摇滚乐的听众们多多少少接触着歌中描绘的事件和冲突，在心中产生共鸣。很多当时被当做禁忌的话题，比如性，在摇滚乐中被肆无忌惮地唱出来。这种新音乐试图打破束缚，表达出人们感受到，但不敢说的事情。此时，美国年轻人的文化也正在觉醒。

## 文化影响

### 种族
摇滚乐把非裔美国人的“种族音乐”介绍给成长中的白人青少年。这种音乐的流行，使黑人音乐家接触到白人听众，也使白人音乐家接触到黑人听众。交叉文化感染促进了种族间相互了解。
摇滚乐流行的时代，美国种族冲突进入一个全新时期。奴隶制廢除以后，美国一直有所谓的隔离但平等政策。从19世纪末开始，这一歧视条款逐渐激起黑人的民权运动，而同时也有一些白人种族主义者镇压此类反抗。白人青少年听黑人音乐的问题，在社会上不可避免地触发了强烈的种族主义反应，种族主义者认为，这一行为破坏了必须存在的种族隔离。也有很多观察家认为，摇滚乐预示了种族隔离的末路。黑人和白人共同创造的新的音乐形式，使不同的种族分享同样的感情经验，促进了跨种族协作。最终最高法院在1954年取消了隔离但平等政策。

### 青少年文化
摇滚乐是第一个年轻人独有的音乐流派。即使独自一人，摇滚乐曲也会让一个青少年感到归属感。
摇滚乐随着婴儿潮一代的成长而诞生，它和这一代人的生活经历紧紧联系在一起。和父辈相比，婴儿潮一代的童年相对富裕，有更多休闲时间，也更有机会发展出属于自己的次文化。摇滚乐就是这一需求的产物。摇滚乐不仅仅是存在于广播、唱片、点唱机、音乐电视节目上，它们还扩展到电影、服饰、发型、汽车和特有的语言。对摇滚乐的态度证明了父母一辈和孩子一辈的代沟。摇滚乐展示了父母的所有担忧：青年反叛社会，涉入犯罪行为。特别是，他们竟然和这么多陌生的、来自各种背景和种族的年轻人拥有同样的爱好。
在美国，这一担忧甚至在漫画书上有所体现。在一本叫《真爱罗曼史》（1956）的漫画杂志中，有一篇6页的小故事《摇滚没有真爱》。故事讲述一个反叛的少女爱上一个摇滚迷男孩，但最终在父母的压力下抛弃他，转投一个古典音乐迷的怀抱。
在英国，战后重建工作比美国更漫长，因此参与摇滚运动的多是劳工家庭的青年（不同于美国的中产阶级富裕青年）。他们最初只是在服饰上反叛，后来才发展出更有持续力的摩托车摇滚青年（rockers）。
在商业领域，摇滚乐重新定义了流行音乐以迎合新兴的年轻人市场。这种摇滚乐经常强调年轻人的消费品，特别是汽车和具有叛逆色彩的服饰。

### 舞蹈风格
从50年代初到60年代初，摇滚乐的发展总是催生出最新的群舞形式。最初，年轻人发现摇滚乐不同寻常的节奏非常适合旧式的吉特巴舞（一种快四步摇摆舞）。一时之间跳舞形成风潮，高中举办舞会，体育馆用跳舞健身，在自己家地下室开舞会都风行一时。电视刚开始普及，年轻人从电视上学最新的舞步，最时髦的衣着。这一系列文化和音乐密不可分。
从60年代中期开始，摇滚乐逐渐让位给其他衍生音乐流派，这一时期的舞步也紧随其后，出现了“伤风败俗的”扭摆舞。舞蹈紧随音乐革新，在随后很多例子中有所体现，如放克、迪斯科、浩室音乐、铁克诺音乐和嘻哈音乐。

## 相关书籍
- The Fifties by Pulitzer Prize winning author David Halberstam（1996）Random House（ISBN 978-0-517-15607-0）provides information and analysis on fifites popular culture exploring major social and cultural changes including television, transistor radios, the phenomenon of Elvis Presley and the rise of rock-and-roll.
- The Rolling Stone Illustrated History of Rock and Roll : The Definitive History of the Most Important Artists and Their Music by editors James Henke, Holly George-Warren, Anthony Decurtis, Jim Miller.（1992）Random House（ISBN 978-0-679-73728-5）
- The Rolling Stone Encyclopedia of Rock & Roll by Holly George-Warren, Patricia Romanowski, Jon Pareles (2001) Fireside Press（ISBN 978-0-7432-0120-9）